# 裘慕远
裘慕远 （2000年5月6日—），出生于中国北京，汉族，毕业於北京光明小学，现就读中学。為童星，䁥稱“球球”，擅長葫芦丝、小提琴等乐器，以哭戏著稱，代表作《我是一棵小草》、《你是我的生命》等。

## 主要作品

### 电视剧
- 2006《暗宅之谜》 饰 九库
- 2006《法庭风云》 饰 闹闹
- 2007《荣归》 饰 小宝
- 2007《今生欠你一个拥抱》 饰 念念
- 2009《走西口》 饰 青青
- 2009《我是一棵小草》 饰 铛铛
- 2010《我要一个家》 饰 岳小青
- 2010《你是我的生命》 饰 桑岩
- 2010《我的三个母亲》 饰 柯小山
- 2011《阿诚》 饰 阿诚(少年)
- 2011《盘龙卧虎高山顶》 饰 杨作新(少年)
- 2011《有爱就有家》 饰 何晨(少年)
- 2012《我的经济适用男》 饰 陆小安
- 2013《烽火佳人》 饰 周霆琛(少年)
- 2015《大汉情缘之云中歌》 饰 孟珏(少年)
- 2015《芈月传》饰 白起(少年)

### 电影
- 2010	《山楂树之恋》 饰 静秋弟弟
- 2011	《建党伟业》 饰 溥仪

### 歌曲MV
- 2009	《你给的承诺》 饰 主角童年 ※ 李大海主唱

## 外部連結
- 裘慕远的新浪微博